# Jacques-Pierre Bridet
Jacques-Pierre Bridet est un cultivateur français né en 1746 à Louvilliers et décédé à Paris en 1807.
Bridet est l'inventeur en 1785 d'un procédé permettant de convertir les matières fécales en un poudre fertilisante sans odeur (engrais). Cette découverte améliora grandement la salubrité publique.
Il est l'auteur de: Observations sur le décret du 28 août 1792, qui accorde aux habitans des communes la propriété et le partage des biens dits communaux (1793)